# Chen Yuefang
Chen Yuefang (陳月芳S, Chén YuèfāngP; Yinchuan, 1º maggio 1963 – Lanzhou, 18 settembre 2000) è stata una cestista cinese.

## Carriera
Con la Cina ha disputato i Campionati del mondo del 1983 e le Olimpiadi del 1984.